# Großer Preis von Brasilien 2014
Der Große Preis von Brasilien 2014 (offiziell Formula 1 Grande Prêmio Petrobras do Brasil 2014) fand am 9. November auf dem Autódromo José Carlos Pace in São Paulo statt und war das 18. Rennen der Formel-1-Weltmeisterschaft 2014.

## Berichte

### Hintergrund
Nach dem Großen Preis der USA führte Lewis Hamilton in der Fahrerwertung mit 24 Punkten vor Nico Rosberg und 102 Punkten vor Daniel Ricciardo. In der Konstrukteurswertung führte Mercedes uneinholbar mit 245 Punkten vor Red Bull-Renault und mit 370 Punkten vor Williams. Aufgrund der Tatsache, dass beim letzten Saisonrennen, dem Großen Preis von Abu Dhabi, doppelte Punkte vergeben werden, ist erstmals in der Geschichte der Formel-1-Weltmeisterschaft eine Entscheidung der Fahrer-Weltmeisterschaft im vorletzten Rennen aufgrund der Punkte-Konstellation nicht möglich. Unabhängig vom Rennausgang werden Hamilton und Rosberg beim letzten Rennen noch Chancen auf den WM-Titel haben.
Beim Großen Preis von Brasilien stellte Pirelli den Fahrern die Reifenmischungen P Zero Medium (weiß) und P Zero Soft (gelb) sowie für Nässe Cinturato Intermediates (grün) und Cinturato Full-Wets (blau) zur Verfügung. Ursprünglich hatte Pirelli geplant, die Reifenmischungen und P Zero Hard (orange) und P Zero Medium (weiß) zu verwenden, dies war jedoch aufgrund von Sicherheitsbedenken auf Kritik mehrerer Piloten gestoßen.
Es wurden einige Veränderungen an der Strecke vorgenommen. Die komplette Strecke, inklusive der Boxengasse wurde neu asphaltiert und es wurden Rillen eingefräst, sodass Regenwasser besser abfließen kann. Die Einfahrt in die Boxengasse, die nun aus einer Schikane besteht, wurde einige Meter nach links verlegt, die Boxenmauer wurde in Kurve 15 aus Sicherheitsgründen weiter weg von der Ideallinie verschoben. Zudem wurde in dieser Kurve ein flacher Curb auf der Innenseite montiert, um ein Abkürzen der Kurve zu verhindern. Auch die Ausfahrt aus der Boxengasse wurde nach links verlegt, um auf der Außenseite von Kurve 2 Platz für eine Auslaufzone schaffen zu können.
Die beiden DRS-Zonen blieben im Vergleich zum Vorjahr unverändert. Die erste Zone begann 20 Meter nach dem Senna-S, der Messpunkt lag im Scheitelpunkt von Kurve 2, der Rechtskurve des Senna-S. Der Messpunkt für die zweite DRS-Zone, die sich auf der Start-Ziel-Geraden befand, lag 30 Meter nach der Junção, aktiviert werden durfte das DRS dann 60 Meter nach Kurve 15, dem letzten Knick vor der Start-Ziel-Linie.
Pastor Maldonado (fünf), Kevin Magnussen (vier), Jean-Éric Vergne (drei), Valtteri Bottas, Romain Grosjean, Sergio Pérez, Adrian Sutil (jeweils zwei) und Esteban Gutiérrez (einer) gingen mit Strafpunkten ins Rennwochenende.
Mit Felipe Massa, Sebastian Vettel (jeweils zweimal), Kimi Räikkönen und Jenson Button (jeweils einmal) traten vier ehemalige Sieger zu diesem Rennen an. Button, Massa und Vettel hatten nach ihrem letzten Sieg beim Großen Preis von Brasilien und diesem Rennen keinen weiteren Sieg erzielt.
Als Rennkommissare fungierten Silvia Bellot (ESP), Garry Connelly (AUS), Felipe Giaffone (BRA) und Andrew Mallalieu (BDS).
Wie bereits beim Großen Preis der USA traten Caterham und Marussia bei diesem Rennen nicht an. Marussia stellte während des Rennwochenendes den Betrieb ein.

### Training
Im ersten freien Training erzielte Rosberg die Bestzeit vor Hamilton und Daniil Kwjat. Button und Gutiérrez setzten keine Zeit. Bei Button war ein Schaden des ERS, bei Gutiérrez elektrische Probleme im Bereich der Antriebseinheit für den Ausfall verantwortlich. In diesem Training kamen drei Testfahrer zum Einsatz. Felipe Nasr übernahm den Williams von Bottas, Max Verstappen den Toro Rosso von Vergne und Daniel Juncadella den Force India von Pérez. Magnussen testete in diesem Training Titan-Unterbodenstreifen, die für Funkenschlag sorgen und ab 2015 standardmäßig eingeführt werden. Juncadella hatte einen Unfall in der Curva do Laranjihna, bei der das Fahrzeug im Bereich des Motors so sehr beschädigt wurde, dass Pérez nicht wie geplant im zweiten freien Training fahren konnte. Juncadellas Unfall löste eine Unterbrechung aus.
Im zweiten freien Training behielt Rosberg die Führung vor Hamilton. Räikkönen wurde Dritter. Das Training wurde dreimal unterbrochen. Vergne fiel zu Anfang des Trainings mit einem technischen Defekt aus. Die zweite Unterbrechung löste Alonso aus, dessen Motor einen Defekt erlitt und Feuer fing. Im dritten freien Training blieben die ersten zwei Positionen erneut unverändert, Massa erreichte den dritten Platz.

### Qualifying
Das Qualifying bestand aus drei Teilen mit einer Nettolaufzeit von 45 Minuten. Im ersten Qualifying-Segment (Q1) hatten die Fahrer 18 Minuten Zeit, um sich für das Rennen zu qualifizieren. Alle Fahrer, die im ersten Abschnitt eine Zeit erzielten, die maximal 107 Prozent der schnellsten Rundenzeit betrug, qualifizierten sich für den Grand Prix. Die besten 14 Fahrer erreichten den nächsten Teil. Rosberg fuhr die schnellste Runde. Die Lotus-Piloten sowie Pérez und Vergne schieden aus.
Der zweite Abschnitt (Q2) dauerte 15 Minuten. Die schnellsten zehn Piloten qualifizierten sich für den dritten Teil des Qualifyings. Rosberg war am Schnellsten. Die Sauber-Piloten sowie Kwjat und Nico Hülkenberg schieden aus.
Der finale Abschnitt (Q3) ging über eine Zeit von zwölf Minuten, in denen die ersten zehn Startpositionen vergeben wurden. Rosberg erzielte die Pole-Position schließlich vor Hamilton, Massa und Bottas. Während die ersten vier Piloten innerhalb von drei Zehntelsekunden lagen, hatten die restlichen sechs Fahrer, die innerhalb von zwei Zehntelsekunden lagen, einen Rückstand von etwa einer Sekunde auf die Pole-Zeit.
Pérez und Kwjat wurden wegen Startplatzstrafen, die beim Großen Preis der USA ausgesprochen wurden, um je sieben Positionen nach hinten versetzt.

### Rennen
Sutil fuhr nicht in die Startaufstellung und startete aus der Boxengasse. Beim Start blieb Rosberg vor Hamilton. Vettel fiel nach einem Fahrfehler in der ersten Runde hinter Alonso und Ricciardo zurück. Bereits in der fünften Runde begann die Phase der ersten Boxenstopps. Aus der Spitzengruppe ging der drittplatzierte Massa zuerst an die Box. Er fuhr dabei zu schnell durch die Boxengasse, sodass er eine Fünf-Sekunden-Zeitstrafe erhielt. Rosberg ging in der siebten Runde an die Box und fiel hinter Grosjean zurück. Hamilton folgte eine Runde später und kam hinter Rosberg zurück auf die Strecke. Hülkenberg übernahm die Führung vor Kwjat und Grosjean, alle drei Fahrer waren auf der härteren Reifenmischung gestartet. Rosberg überholte innerhalb der nächsten Runde die drei Fahrer und baute dabei seinen Vorsprung vor Hamilton, der die drei Fahrer nicht so schnell überholte, etwas aus. Grosjean verlor noch einige Positionen. Er blieb bis zur 25. Runde auf der Strecke, bevor er als letzter Pilot zum ersten Stopp ging.
In der 25. Runde begann Massa die Phase der zweiten Boxenstopps. Trotz der Zeitstrafe blieb er nach dem Boxenstopp von Bottas, der hinter ihm lag, vorn, da Bottas' Gurt beim Boxenstopp festgezogen wurde und er dabei rund zwölf Sekunden verlor. Rosberg ging erneut vor Hamilton an die Box. Hamilton versuchte, mit schnellen Runden so viel Polster auf Rosberg herauszufahren, dass er nach seinem eigenen Boxenstopp in Führung bleiben würde, und fuhr die bis dahin schnellste Runde des Rennens. Allerdings rutschte er in der darauffolgenden Runde in der Descida do Lago von der Strecke und verlor rund zehn Sekunden. Am Ende der Runde ging er zum Reifenwechsel in die Boxengasse, so dass Rosberg die Führung zurückerhielt und nun rund acht Sekunden Vorsprung vor Hamilton hatte. Auf den Plätzen drei und vier lagen nach dem Stopp Räikkönen und Hülkenberg, die eine andere Strategie gewählt hatten. Räikkönen verfolgte eine Zwei-Stopp-Strategie, Hülkenberg verwendete im Gegensatz zu den meisten anderen Fahrern zu Beginn ausschließlich die härteren Reifen. Bei der zweiten Boxenstopp-Phase war Pérez zu schnell in der Boxengasse und erhielt eine Fünf-Sekunden-Zeitstrafe. Räikkönen verlor etwa sieben Sekunden, da sein Wagen vom vorderen Wagenheber rutschte, bevor das rechte Vorderrad montiert war. Ricciardo schied in der 41. Runde mit einer gebrochenen Radaufhängung aus.
Hamilton holte indes Runde um Runde auf Rosberg auf und reduzierte den Rückstand. Beim dritten und letzten Boxenstopp war Rosberg erneut der erste Mercedes-Fahrer an der Box und behielt seine Führung nach Hamiltons Stopp. Massa fuhr bei seinem dritten Stopp fälschlicherweise die McLaren-Box an, wo die Mechaniker auf Magnussen warteten. Da die Williams-Box jedoch direkt dahinter lag, verlor er nicht allzu viel Zeit.
In der 62. Runde gab es einen Dreikampf zwischen Räikkönen, Button und Vettel. Dabei verlor Räikkönen beide Positionen gegen seine Kontrahenten, die einen Stopp mehr absolviert und dadurch frischere Reifen hatten. Während Grosjean mit einem Motorschaden ausgeschieden war, kam es in der Schlussphase zu einem Duell der Ferrari-Piloten Räikkönen und Alonso. Schließlich setzte sich Alonso mit frischeren Reifen in der DRS-Zone durch. Hamilton war in den letzten 18 Runden des Rennens etwa eine Sekunde hinter Rosberg. Ein Überholversuch unternahm er jedoch nicht. Hamilton erzielte im ersten Sektor regelmäßig die schnellste Zeit, Rosberg war im Mittelsektor jedoch so schnell, dass er auf der Start-Ziel- und der Gegengeraden jeweils ausreichend viel Vorsprung auf Hamilton hatte.
Rosberg gewann das Rennen vor Hamilton und Massa. Button wurde Vierter, Vettel Fünfter. Alonso, Räikkönen, Hülkenberg und Bottas komplettierten die Top 10.
In beiden Wertungen blieben die ersten drei Positionen unverändert. Hamilton ging mit 17 Punkten Vorsprung auf Rosberg ins letzte Saisonrennen. Rosberg konnte somit zu diesem Zeitpunkt nicht mehr aus eigener Kraft Weltmeister werden, da Hamilton ein zweiter Platz im letzten Rennen ausreichend würde. Der drittplatzierte Ricciardo war nach diesem Rennen der erste Fahrer, dessen Endplatzierung feststand. Die Konstrukteursweltmeisterschaft war bereits vor dem Rennen zu Gunsten von Mercedes entschieden. Red Bull stand nach diesem Rennen als Zweiter fest.

## Meldeliste
| Team                          | Nr. | Fahrer            | Chassis           | Motor                 | Reifen |
| ----------------------------- | --- | ----------------- | ----------------- | --------------------- | ------ |
| Infiniti Red Bull Racing      | 01  | Sebastian Vettel  | Red Bull RB10     | Renault 1.6 V6T       | P      |
| Infiniti Red Bull Racing      | 03  | Daniel Ricciardo  | Red Bull RB10     | Renault 1.6 V6T       | P      |
| Mercedes AMG Petronas F1 Team | 06  | Nico Rosberg      | Mercedes F1 W05   | Mercedes-Benz 1.6 V6T | P      |
| Mercedes AMG Petronas F1 Team | 44  | Lewis Hamilton    | Mercedes F1 W05   | Mercedes-Benz 1.6 V6T | P      |
| Scuderia Ferrari              | 07  | Kimi Räikkönen    | Ferrari F14 T     | Ferrari 1.6 V6T       | P      |
| Scuderia Ferrari              | 14  | Fernando Alonso   | Ferrari F14 T     | Ferrari 1.6 V6T       | P      |
| Lotus F1 Team                 | 08  | Romain Grosjean   | Lotus E22         | Renault 1.6 V6T       | P      |
| Lotus F1 Team                 | 13  | Pastor Maldonado  | Lotus E22         | Renault 1.6 V6T       | P      |
| Sahara Force India F1 Team    | 11  | Sergio Pérez      | Force India VJM07 | Mercedes-Benz 1.6 V6T | P      |
| Sahara Force India F1 Team    | 27  | Nico Hülkenberg   | Force India VJM07 | Mercedes-Benz 1.6 V6T | P      |
| Sahara Force India F1 Team    | 34  | Daniel Juncadella | Force India VJM07 | Mercedes-Benz 1.6 V6T | P      |
| Williams Martini Racing       | 19  | Felipe Massa      | Williams FW36     | Mercedes-Benz 1.6 V6T | P      |
| Williams Martini Racing       | 40  | Felipe Nasr       | Williams FW36     | Mercedes-Benz 1.6 V6T | P      |
| Williams Martini Racing       | 77  | Valtteri Bottas   | Williams FW36     | Mercedes-Benz 1.6 V6T | P      |
| McLaren Mercedes              | 20  | Kevin Magnussen   | McLaren MP4-29    | Mercedes-Benz 1.6 V6T | P      |
| McLaren Mercedes              | 22  | Jenson Button     | McLaren MP4-29    | Mercedes-Benz 1.6 V6T | P      |
| Sauber F1 Team                | 21  | Esteban Gutiérrez | Sauber C33        | Ferrari 1.6 V6T       | P      |
| Sauber F1 Team                | 99  | Adrian Sutil      | Sauber C33        | Ferrari 1.6 V6T       | P      |
| Scuderia Toro Rosso           | 25  | Jean-Éric Vergne  | Toro Rosso STR9   | Renault 1.6 V6T       | P      |
| Scuderia Toro Rosso           | 26  | Daniil Kwjat      | Toro Rosso STR9   | Renault 1.6 V6T       | P      |
| Scuderia Toro Rosso           | 38  | Max Verstappen    | Toro Rosso STR9   | Renault 1.6 V6T       | P      |

Anmerkungen
1. 1 2  Der Force India mit der Startnummer 34 wurde im ersten freien Training für Juncadella eingesetzt. Pérez übernahm das Fahrzeug anschließend für das restliche Rennwochenende mit seiner Startnummer 11.
2. 1 2  Der Williams mit der Startnummer 40 wurde im ersten freien Training für Nasr eingesetzt. Bottas übernahm das Fahrzeug anschließend für das restliche Rennwochenende mit seiner Startnummer 77.
3. 1 2  Der Toro Rosso mit der Startnummer 38 wurde im ersten freien Training für Verstappen eingesetzt. Vergne übernahm das Fahrzeug anschließend für das restliche Rennwochenende mit seiner Startnummer 25.

## Klassifikationen

### Qualifying
| Pos.                                                                      | Fahrer            | Konstrukteur         | Q1       | Q2         | Q3       | Start |
| ------------------------------------------------------------------------- | ----------------- | -------------------- | -------- | ---------- | -------- | ----- |
| 01                                                                        | Nico Rosberg      | Mercedes             | 1:10,347 | 1:10,303   | 1:10,023 | 01    |
| 02                                                                        | Lewis Hamilton    | Mercedes             | 1:10,457 | 1:10,712   | 1:10,056 | 02    |
| 03                                                                        | Felipe Massa      | Williams-Mercedes    | 1:10,602 | 1:10,343   | 1:10,247 | 03    |
| 04                                                                        | Valtteri Bottas   | Williams-Mercedes    | 1:10,832 | 1:10,421   | 1:10,305 | 04    |
| 05                                                                        | Jenson Button     | McLaren-Mercedes     | 1:11,097 | 1:11,127   | 1:10,930 | 05    |
| 06                                                                        | Sebastian Vettel  | Red Bull-Renault     | 1:11,880 | 1:11,129   | 1:10,938 | 06    |
| 07                                                                        | Kevin Magnussen   | McLaren-Mercedes     | 1:11,134 | 1:11,211   | 1:10,969 | 07    |
| 08                                                                        | Fernando Alonso   | Ferrari              | 1:11,558 | 1:11,215   | 1:10,977 | 08    |
| 09                                                                        | Daniel Ricciardo  | Red Bull-Renault     | 1:11,593 | 1:11,208   | 1:11,075 | 09    |
| 10                                                                        | Kimi Räikkönen    | Ferrari              | 1:11,193 | 1:11,188   | 1:11,099 | 10    |
| 11                                                                        | Esteban Gutiérrez | Sauber-Ferrari       | 1:11,520 | 1:11,591   | –        | 11    |
| 12                                                                        | Nico Hülkenberg   | Force India-Mercedes | 1:11,848 | 1:11,976   | –        | 12    |
| 13                                                                        | Adrian Sutil      | Sauber-Ferrari       | 1:11,943 | 1:12,099   | –        | 13    |
| 14                                                                        | Daniil Kwjat      | Toro Rosso-Renault   | 1:11,423 | keine Zeit | –        | 17    |
| 15                                                                        | Romain Grosjean   | Lotus-Renault        | 1:12,037 | –          | –        | 14    |
| 16                                                                        | Jean-Éric Vergne  | Toro Rosso-Renault   | 1:12,040 | –          | –        | 15    |
| 17                                                                        | Sergio Pérez      | Force India-Mercedes | 1:12,076 | –          | –        | 18    |
| 18                                                                        | Pastor Maldonado  | Lotus-Renault        | 1:12,233 | –          | –        | 16    |
| 107-Prozent-Zeit: 1:15,271 min (bezogen auf Q1-Bestzeit von 1:10:347 min) |                   |                      |          |            |          |       |

Anmerkungen
1. ↑  Kwjat wurde wegen einer noch nicht vollständig abgesessenen Startplatzstrafe vom Großen Preis der USA um sieben Positionen nach hinten versetzt.
2. ↑  Pérez wurde wegen des Verursachens einer Kollision beim Großen Preis der USA um sieben Positionen nach hinten versetzt.

### Rennen
| Pos. | Fahrer            | Konstrukteur         | Runden | Zeit        | Start | Schnellste Runde |
| ---- | ----------------- | -------------------- | ------ | ----------- | ----- | ---------------- |
| 01   | Nico Rosberg      | Mercedes             | 71     | 1:30:02,555 | 01    | 1:13,619 (62.)   |
| 02   | Lewis Hamilton    | Mercedes             | 71     | + 1,457     | 02    | 1:13,555 (62.)   |
| 03   | Felipe Massa      | Williams-Mercedes    | 71     | + 41,031    | 03    | 1:14,101 (59.)   |
| 04   | Jenson Button     | McLaren-Mercedes     | 71     | + 48,658    | 05    | 1:13,999 (68.)   |
| 05   | Sebastian Vettel  | Red Bull-Renault     | 71     | + 51,420    | 06    | 1:14,018 (68.)   |
| 06   | Fernando Alonso   | Ferrari              | 71     | + 1:01,906  | 08    | 1:14,313 (55.)   |
| 07   | Kimi Räikkönen    | Ferrari              | 71     | + 1:03,730  | 10    | 1:14,963 (37.)   |
| 08   | Nico Hülkenberg   | Force India-Mercedes | 71     | + 1:03,934  | 12    | 1:13,728 (70.)   |
| 09   | Kevin Magnussen   | McLaren-Mercedes     | 71     | + 1:10,085  | 07    | 1:14,544 (62.)   |
| 10   | Valtteri Bottas   | Williams-Mercedes    | 70     | + 1 Runde   | 04    | 1:14,229 (64.)   |
| 11   | Daniil Kwjat      | Toro Rosso-Renault   | 70     | + 1 Runde   | 17    | 1:14,144 (62.)   |
| 12   | Pastor Maldonado  | Lotus-Renault        | 70     | + 1 Runde   | 16    | 1:14,810 (47.)   |
| 13   | Jean-Éric Vergne  | Toro Rosso-Renault   | 70     | + 1 Runde   | 15    | 1:14,774 (65.)   |
| 14   | Esteban Gutiérrez | Sauber-Ferrari       | 70     | + 1 Runde   | 11    | 1:14,875 (64.)   |
| 15   | Sergio Pérez      | Force India-Mercedes | 70     | + 1 Runde   | 18    | 1:14,550 (70.)   |
| 16   | Adrian Sutil      | Sauber-Ferrari       | 70     | + 1 Runde   | 13    | 1:14,834 (42.)   |
| 17   | Romain Grosjean   | Lotus-Renault        | 63     | DNF         | 14    | 1:14,070 (63.)   |
| –    | Daniel Ricciardo  | Red Bull-Renault     | 39     | DNF         | 09    | 1:15,387 (30.)   |

## WM-Stände nach dem Rennen
Die ersten zehn des Rennens bekamen 25, 18, 15, 12, 10, 8, 6, 4, 2 bzw. 1 Punkt(e).

### Fahrerwertung
| Pos. | Fahrer           | Konstrukteur         | Punkte |
| ---- | ---------------- | -------------------- | ------ |
| 01   | Lewis Hamilton   | Mercedes             | 334    |
| 02   | Nico Rosberg     | Mercedes             | 317    |
| 03   | Daniel Ricciardo | Red Bull-Renault     | 214    |
| 04   | Sebastian Vettel | Red Bull-Renault     | 159    |
| 05   | Fernando Alonso  | Ferrari              | 157    |
| 06   | Valtteri Bottas  | Williams-Mercedes    | 156    |
| 07   | Jenson Button    | McLaren-Mercedes     | 106    |
| 08   | Felipe Massa     | Williams-Mercedes    | 98     |
| 09   | Nico Hülkenberg  | Force India-Mercedes | 80     |
| 10   | Kevin Magnussen  | McLaren-Mercedes     | 55     |
| 11   | Kimi Räikkönen   | Ferrari              | 53     |
| 12   | Sergio Pérez     | Force India-Mercedes | 47     |

| Pos. | Fahrer            | Konstrukteur       | Punkte |
| ---- | ----------------- | ------------------ | ------ |
| 13   | Jean-Éric Vergne  | Toro Rosso-Renault | 22     |
| 14   | Romain Grosjean   | Lotus-Renault      | 8      |
| 15   | Daniil Kwjat      | Toro Rosso-Renault | 8      |
| 16   | Pastor Maldonado  | Lotus-Renault      | 2      |
| 17   | Jules Bianchi     | Marussia-Ferrari   | 2      |
| 18   | Adrian Sutil      | Sauber-Ferrari     | 0      |
| 19   | Marcus Ericsson   | Caterham-Renault   | 0      |
| 20   | Esteban Gutiérrez | Sauber-Ferrari     | 0      |
| 21   | Max Chilton       | Marussia-Ferrari   | 0      |
| 22   | Kamui Kobayashi   | Caterham-Renault   | 0      |
| –    | André Lotterer    | Caterham-Renault   | 0      |

### Konstrukteurswertung
| Pos. | Konstrukteur         | Punkte |
| ---- | -------------------- | ------ |
| 01   | Mercedes             | 651    |
| 02   | Red Bull-Renault     | 373    |
| 03   | Williams-Mercedes    | 254    |
| 04   | Ferrari              | 210    |
| 05   | McLaren-Mercedes     | 161    |
| 06   | Force India-Mercedes | 127    |

| Pos. | Konstrukteur       | Punkte |
| ---- | ------------------ | ------ |
| 07   | Toro Rosso-Renault | 30     |
| 08   | Lotus-Renault      | 10     |
| 09   | Marussia-Ferrari   | 2      |
| 10   | Sauber-Ferrari     | 0      |
| 11   | Caterham-Renault   | 0      |